# اجاره‌نشین‌ها
اجاره‌نشین‌ها فیلم سینمایی کمدی-درام به کارگردانی و نویسندگی داریوش مهرجویی محصول ۱۳۶۵ است. این فیلم با بازی عزت‌الله انتظامی، اکبر عبدی و حمیده خیرآبادی داستان ساکنان یک ساختمان فرسوده در حاشیهٔ تهران را روایت می‌کند که برای تعمیر محل زندگی‌شان با مشکلاتی روبه‌رو می‌شوند.
این فیلم بین سال‌های ۱۳۶۶ تا ۱۳۷۴ در سینماهای ایران اکران شد و با ۸ سال اکران، با جذب بیش از ۵ میلیون مخاطب، یکی از پربیننده‌ترین فیلم‌های سینمای ایران در طی سال‌های اکران خود در سالن‌های سینماست. بر اساس نظرسنجی ماهنامهٔ فیلم از منتقدان سینمایی، اجاره‌نشین‌ها در بین فیلم‌های برتر تاریخ سینمای ایران قرار گرفت.
اجاره‌نشین‌ها در زمانی ساخته شد که فیلم‌های کلیشه‌ای و شعارزده صحنه سینمای ایران را به تسخیر خود درآورده بودند و از این جهت فیلمی بسیار متفاوت با ارجاعات سیاسی و اجتماعی فراوان است.

## داستان
یک آپارتمان در حاشیه شهر تهران که مالکش درگذشته، بدون وارث مانده و اداره امور آپارتمان و مستاجرها را مباشر مالک که خود نیز ساکن همین ساختمان است به عهده گرفته و قصد دارد با همکاری یک مشاور املاک محلی ملک را تصاحب کند. آپارتمان، فرسوده و نیازمند تعمیرات اساسی است. ولی عباس آقا (مباشر مالک درگذشته با بازی عزت‌الله انتظامی) نه خود وظیفه تعمیرات را به عهده می‌گیرد و نه به دیگر ساکنان اجازه انجام این کار را می‌دهد. در این ساختمان هر یک از ساکنان به دنبال به کرسی نشاندن حرف‌ونظر خود هستند و این امکان تفاهم بر سر چگونگی تأمین هزینه‌های تعمیرات را از بین می‌برد تا اینکه عباس آقا به توصیه مادرش (با بازی حمیده خیرآبادی) مجلس شامی تدارک می‌بیند و می‌پذیرد که با مشارکت همه ساکنان هزینه تعمیرات تأمین شود. اما فردای آن روز این توافق با توصیه‌های غلام ترکه‌ای به عباس آقا برهم می‌خورد و کار تعمیرات ساختمان همچنان بر زمین می‌ماند تا این که در شبی بارانی منبع آب بزرگ ساختمان سقوط می‌کند و کل ساختمان فرو می‌ریزد. روز بعد مأموران شهرداری به اجاره‌نشین‌ها اعلام می‌کنند که این ملک به شکل قسطی به آن‌ها واگذار می‌شود.

## حواشی
پاییز ۱۳۶۴ داریوش مهرجویی پس از فراز و نشیب فراوان و چند ماهی که به ایران بازگشته برای یکی از فیلمنامه‌های خود که طرح آن را در پاریس نوشته اجازه ساخت می‌گیرد. دیگر فیلمنامه‌های او در آن زمان، همچنان توقیف بودند. 
پس از نمایش فیلم تحلیل‌های مختلف اجتماعی و سیاسی پیرامون اثر شکل گرفت. در یکی از مشهورترین واکنش‌ها، محسن مخملباف در سال ۱۳۶۶ پس از اکران فیلم در نامه‌ای به محمد بهشتی- رئیس وقت فارابی- می‌نویسد اجاره‌نشین‌ها یک فیلم ضد انقلاب است و او پس از تماشای فیلم تصمیم داشته نارنجک به خود ببندد، مهرجویی را بغل کند و ضامن را بکشد اما با قرآن استخاره کرده و نتیجه خوب نیامده است. او از بهشتی در این نامه می‌خواهد از اکران فیلم جلوگیری کند.

## مکان فیلمبرداری
ایرج راد در گفتگو با خبرگزاری مهر گفته است: در آن سال‌ها فیلمبرداری اجاره نشین‌ها نسبت به ساخت دیگر فیلم‌ها بیشتر طول کشید. برای این فیلم سینمایی بیش از ۳ ماه مشغول به کار بودیم. تمام لحظات فیلمبرداری این فیلم برای عوامل فیلم خاطره بود. از ساختمانی که در آن کار می‌کردیم تا سکانس‌هایی که مجبور بودیم خودمان به جای بدلکار بازی کنیم.
برای فیلمبرداری اجاره‌نشین‌ها از دو ساختمان استفاده می‌کردیم. بخش درونی ساختمان در خیابان پیامبر بود که در آن زمان تنها یک بیابان بود. به گونه‌ای که عزت‌الله انتظامی می‌گفت اگر یک شب فیلمبرداری طول بکشد ممکن است گرگ‌ها ما را تکه‌پاره کنند. ساختمان بیرونی و نمای ظاهری ساختمان اجاره‌نشین‌ها نیز روبروی نیروگاه برق آلستوم بود که تمام اطراف این نیروگاه نیز بیابان بود.
فیلمبرداری اجاره‌نشین‌ها به دلیلی ویژگی‌های خاص اجرایی فیلمنامه برای تخریب یک خانه با امکانات آن زمان سینمای ایران با مشکلات زیادی همراه بود. هرچند این فیلم سینمایی پر از حادثه بود اما از هیچ‌گونه جلوه‌های ویژه‌ای برای گرفتن این سکانس‌ها استفاده نشد.حتی زمانی که تلفن در دستان اکبر عبدی منفجر می‌شود از بدلکار استفاده نشد و خودش این سکانس را بازی کرد. همه سکانس‌هایی که در این فیلم گرفته شده واقعاً اتفاق افتاد و بازیگران بارها در این فیلم صدمه دیدند.

## نقش‌ها

### بازیگران
| بازیگر                             | نقش                |
| ---------------------------------- | ------------------ |
| عزت‌الله انتظامی                    | عباس‌آقا درخشش      |
| حمیده خیرآبادی                     | مادر               |
| حسین سرشار                         | سعدی               |
| اکبر عبدی                          | قندی               |
| ایرج راد                           | آقای توسلی         |
| رضا رویگری                         | مهندس              |
| فردوس کاویانی                      | مش مهدی            |
| منیژه سلیمی (نیاز سلیمی)           | خانم توسلی         |
| فریماه فرجامی                      | مهندس افجه‌یی       |
| نسرین قاسم‌زاده                     | خانم کوچک          |
| منوچهر حامدی                       | باقر باقری         |
| حسن تهمورث‌نیا                      | غلام ترکه‌ای        |
| شاپور شهیدی                        | اصغر دلال          |
| علی علینقی کنی                     | اکبر               |
| رضا بنفشه‌خواه                      | مأمور شهرداری      |
| محمد علینقی کنی                    | مهندس شهرداری      |
| علیرضا اسدیان                      | سالک               |
| صفر کشکولی                         | مراه باقری         |
| فرهاد خان‌محمدی                     | کارمند غلام ترکه‌ای |
| احمد علی‌نژاد (احمد فیضی در تیتراژ) | کارمند غلام ترکه‌ای |
| اکبر صادقی                         |                    |
| عباس حیدری                         |                    |
| رحمان مقدم                         |                    |
| اسکندر ضعیف نژاد                   |                    |
| شهاب کلیددارزاده                   |                    |
| صفرعلی امینی                       |                    |
| منوچهر کنی                         |                    |

## فروش
میزان فروش فیلم به تفکیک سال نمایش، به شرح زیر است:
| سال  | تعداد بلیت | میزان فروش | منبع   |
| ---- | ---------- | ---------- | ------ |
| ۱۳۶۶ | ۳٬۰۵۱٬۳۹۰  | ۳۳٬۹۲۳٬۸۵۸ | [ ۸ ]  |
| ۱۳۶۷ | ۱٬۲۳۹٬۳۴۴  | ۹٬۴۱۶٬۹۴۳  | [ ۹ ]  |
| ۱۳۶۸ | ۴۰۹٬۶۹۲    | ۴٬۸۵۱٬۴۶۴  | [ ۱۰ ] |
| ۱۳۶۹ | ۲۷۴٬۴۸۴    | ۴٬۴۴۰٬۳۱۲  | [ ۱۱ ] |
| ۱۳۷۰ | ۳۹٬۱۹۳     | ۸۳۲٬۸۸۹    | [ ۱۲ ] |
| ۱۳۷۱ | ۵۰٬۰۷۱     | ۱٬۴۹۹٬۵۳۴  | [ ۱۳ ] |
| ۱۳۷۲ | ۸٬۰۲۱      | ۲۷۱٬۲۱۵    | [ ۱۴ ] |
| ۱۳۷۴ | ۵۲۷        | ۳۴٬۲۵۵     | [ ۱۵ ] |
| مجوع | ۵٬۰۷۲٬۷۲۲  | ۵۵٬۲۷۰٬۴۷۰ |        |

## جوایز

### پنجمین دوره جشنواره فیلم فجر
| قسمت                      | نامزد                                            | نتیجه    |
| ------------------------- | ------------------------------------------------ | -------- |
| بهترین صدابرداری          | جهانگیر میرشکاری و اصغر شاهوردی و بهروز معاونیان | برنده    |
| بهترین فیلمبرداری         | حسن قلی‌زاده                                      | نامزدشده |
| بهترین تدوین              | داریوش مهرجویی و حسن حسن‌دوست                     | نامزدشده |
| بهترین بازیگر نقش اول مرد | عزت‌الله انتظامی                                  | نامزدشده |
| بهترین فیلمنامه           | داریوش مهرجویی                                   | نامزدشده |
| بهترین کارگردانی          | داریوش مهرجویی                                   | نامزدشده |
| بهترین فیلم               | محمدعلی سلطان‌زاده و هارون یشایائی                | نامزدشده |